# Voltapagine

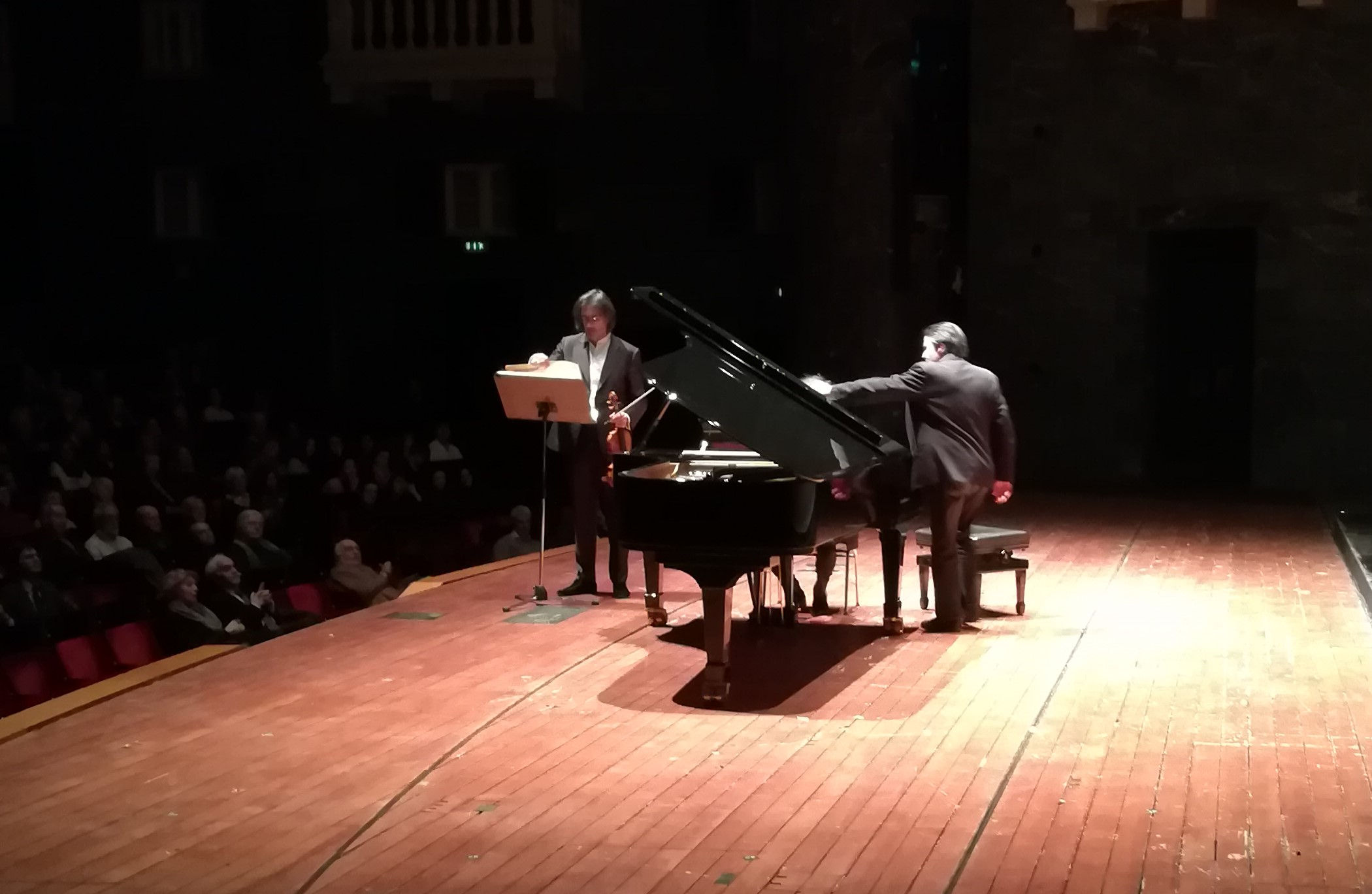
Sulla destra voltapagine durante un concerto di Leōnidas Kavakos ed Enrico Pace, Teatro Carlo Felice, 11 febbraio 2019

Il voltapagine  è una persona che ha il compito di girare le pagine degli spartiti musicali di un solista, spesso un pianista.

## Aspetti professionali
Durante i concerti di musica da camera si può vedere frequentemente sul palcoscenico una persona che ha un ruolo molto importante, pur non suonando nessuno strumento: si tratta del voltapagine, un lavoro normalmente sottovalutato, ma certamente cruciale per il buon esito dell'esibizione. Mentre alcuni brani musicali sono disposti sullo spartito in maniera che finiscano sulla pagina dispari in basso a destra o in modo tale che il musicista possa utilizzare una mano per girare le pagine, questo non è sempre possibile. Un voltapagine è spesso necessario per i musicisti che suonano musica da camera o pezzi complessi e preferiscono non suonare a memoria. Un voltapagine deve seguire la musica ed essere in grado di capire gli impercettibili segnali del musicista (spesso non visibili dal pubblico) per sapere quando voltare esattamente la pagina, e per farlo in modo rapido e discreto. Deve essere, in altre parole, il meno invadente possibile, e prepararsi in anticipo con la mano sinistra sull'angolo superiore della pagina destra dello spartito. 
I voltapagine sono a volte conoscenti dell'esecutore. I gira-pagine professionisti sono spesso lavoratori occasionali freelance, non associati a nessuna sala da concerto o orchestra.
Per il pianista Bruno Canino, la figura professionale del voltapagine 

## Storia
Non sono mancati nel corso del tempo, relazioni tra compositori e voltapagine, o invenzioni (gira-pagine meccanici) per sostituire il voltapagine. Di seguito si riportano in ordine cronologico alcuni esempi. 
È documentato che sir Charles Hallé (1819–1895) avrebbe inventato il gira-pagine automatico. 
Il celebre chirurgo tedesco Theodor Billroth (1829–1894), amico di Johannes Brahms, fu per diverse volte il suo voltapagine di fiducia. 
Nel 1887 un meccanico di Marsiglia Augustin Lajarrige inventò un voltapagine senza pedali. Il costruttore volle che l'apparecchio funzionasse senza pedali, poiché questi avrebbero potuto confondersi con quelli tradizionali del pianoforte, e preferì ricorrere a una leva azionata da un movimento del ginocchio. 
Chrles Ives, nel manoscritto (1902–07) della sua Sonata n. 2 per violino e pianoforte, indicò l'intervento del voltapagine. Nell'ultima pagina del secondo movimento un secondo esecutore (il voltapagine) deve imitare una parte di grancassa sulle cinque note più basse del pianoforte.
Nel 1923 la pianista Luigia Cellesi brevettò un congegno meccanico denominato ‘voltapagine automatico’ ad uso dei musicisti.
La compositrice statunitense Pauline Oliveros (1932–2016) scrisse il Trio for Flute, Piano, and Page Turner (1961) per due esecutori, con le istruzioni per un terzo esecutore (il voltapagine) che deve intervenire anche a preparare il pianoforte. 
Nel 2006 è uscito il film francese La Tourneuse de pages (La voltapagine) del regista Denis Dercourt, incentrato sulla storia di una pianista e della sua voltapagine.
In tempi più recenti alcuni strumentisti fanno uso di iBook e iPad. Per girare le pagine della musica visualizzata su questi supporti sono disponibili anche i pedali. Il sistema si sta rapidamente diffondendo anche tra gli strumentisti dei quartetti ad arco.
Un voltapagine deve avere l'iniziativa di agire tempestivamente in caso di imprevisti come nel caso di cadute di pagine. Un esempio è capitato durante un recital del violinista Christian Tetzlaff e del pianista Lars Vogt, registrato dalla televisione tedesca presso la Sendesaal Bremen nel 2015. Il video mostra le difficoltà che si possono incontrare, e la prontezza di riflessi della voltapagine Anna Reszniak, quando per due volte cadono le parti.

## Organista eregistrante
Gli organisti possono azionare da soli alcuni pulsanti sotto la tastiera, e i pulsanti a pedale permettono di continuare a suonare con le due mani. Ma in alcuni casi è necessario staccare le mani dalla tastiera per azionare i pulsanti o tiranti e non sempre è possibile farlo da soli durante l'esecuzione. Gli organisti, pertanto, a livello professionale necessitano spesso di una seconda persona, il registrante, preposto a coadiuvare l'organista nel cambio dei registri e in altre necessità come il voltare le pagine.